# Trepalium
Trepalium (benannt nach einem alten Folterinstrument) ist eine französische Death-Metal-Band aus Boismé, Poitou-Charentes, die im Jahr 2001 gegründet wurde.

## Geschichte
Die Band wurde im Jahr 2001 von Bassist Ludovic Chauveau, Schlagzeuger Sylvain Bouvier, Gitarrist Nicolas Amossé, Keyboarder und Gitarrist Harun Demiraslan und Sänger Kéké gegründet. Im Jahr 2002 veröffentlichten sie mit Psychic Storm ihr erstes Demo, dem im Jahr 2003 das Demo Pain's Threshold folgte.
Im Jahr 2004 veröffentlichten sie ihr Debütalbum Through the Absurd bei Holy Records. Das zweite Album Alchemik Clockwork of Disorder wurde bei demselben Label im Jahr 2006 veröffentlicht. Die Band trat auf diversen Konzerten auf zusammen mit Bands wie Gojira, Misanthrope, Anorexia Nervosa, Aborted, No Return, Supuration, Behemoth, Malevolent Creation, Krisiun, Blockheads, Comity, Scarve, Incantation und The Exploited. Zudem trat die Band auch auf großen Festivals wie dem Fury Fest, dem Hellfest und dem Brutal Assault auf. 
Das Album XIII wurde von Sylvain Biguet, welcher auch schon an dem vorherigen Album mitgearbeitet hatte, aufgenommen und abgemischt. Es wurde in Thibeault Chaumonts Deviant Lab Studio gemastert. Das Album wurde im Jahr 2009 bei Season of Mist veröffentlicht.

## Stil
Die Band spielt progressiven Death-Metal mit groovenden Passagen. Sie wird mit anderen französischen Bands wie Gojira verglichen.

## Diskografie
- 2002: Psychic Storm (Demo, Eigenveröffentlichung)
- 2003: Pain's Threshold (Demo, Eigenveröffentlichung)
- 2004: Through the Absurd (Album, Holy Records)
- 2006: Alchemik Clockwork of Disorder (Album, Holy Records)
- 2009: XIII (Album, Season of Mist)
- 2012: H.N.P. (Album, Season of Mist)
- 2014: Voodoo Moonshine (Album, Season of Mist)
- 2020: From the Ground (Album, Klonosphere)